# Парадела-де-Гиайнш
Парадела-де-Гиайнш (порт. Paradela de Guiães)  —  район (фрегезия) в Португалии,  входит в округ Вила-Реал. Является составной частью муниципалитета  Саброза. По старому административному делению входил в провинцию Траз-уж-Монтиш и Алту-Дору. Входит в экономико-статистический  субрегион Доуру, который входит в Северный регион. Население составляет 154 человека на 2001 год. Занимает площадь 9,37 км².